# Louis-François Biloul
Louis-François Biloul (15. října 1874, Paříž, Francie – 31. října 1947, Paříž, Francie) byl francouzský malíř.

## Životopis
Louis-François Biloul se specializoval na portréty, akty a žánrové scény. Byl studentem Jean-Josepha Benjamin-Constanta a Jean-Paula Laurense.
Vystavoval od roku 1900 na pařížském Salonu francouzských umělců a v roce 1909 získal medaili 2. třídy a poté v roce 1927 čestnou medaili. V roce 1912 získal Hennerovu cenu a v roce 1926 byl jmenován rytířem řádu čestné legie. Jeho obraz Le Matin (Ráno) byl oceněn na Salonu v roce 1929..
Stal se profesorem na École des beaux-arts v Paříži. Byl členem poroty Salonu francouzských umělců. V roce 1941 zvolen do Académie des beaux-arts.
Jeho obraz After the Bath, nyní ztracený, byl uložen v Paříži v Musée du Luxembourg.

## Studenti
- Jean Adler (1899–1919)[2].
- Christian Caillard (1899–1985).
- Eugène Dabit (1898–1936).
- Yves Diey (1892–1984).
- Raymonde Esprit-Massonneau (1901–2004), dès 1920[3].
- Georges-André Klein (1901–1992).
- Oscar Van Rompay (1899–1997).
- Gabriel Venet (1884–1954).